# Alexander Nevskij-katedralen, Paris
Alexander Nevskij-katedralen (franska: Cathédrale Saint-Alexandre-Nevsky) är en rysk-ortodox katedral belägen vid gatan Rue Daru, i Paris åttonde arrondissement i Frankrikes huvustad, Paris. 
Katedralen är helgad efter den helige Alexander Nevskij och är domkyrka för Rysk-ortodoxa ärkestiftet i Västeuropa.

## Bilder

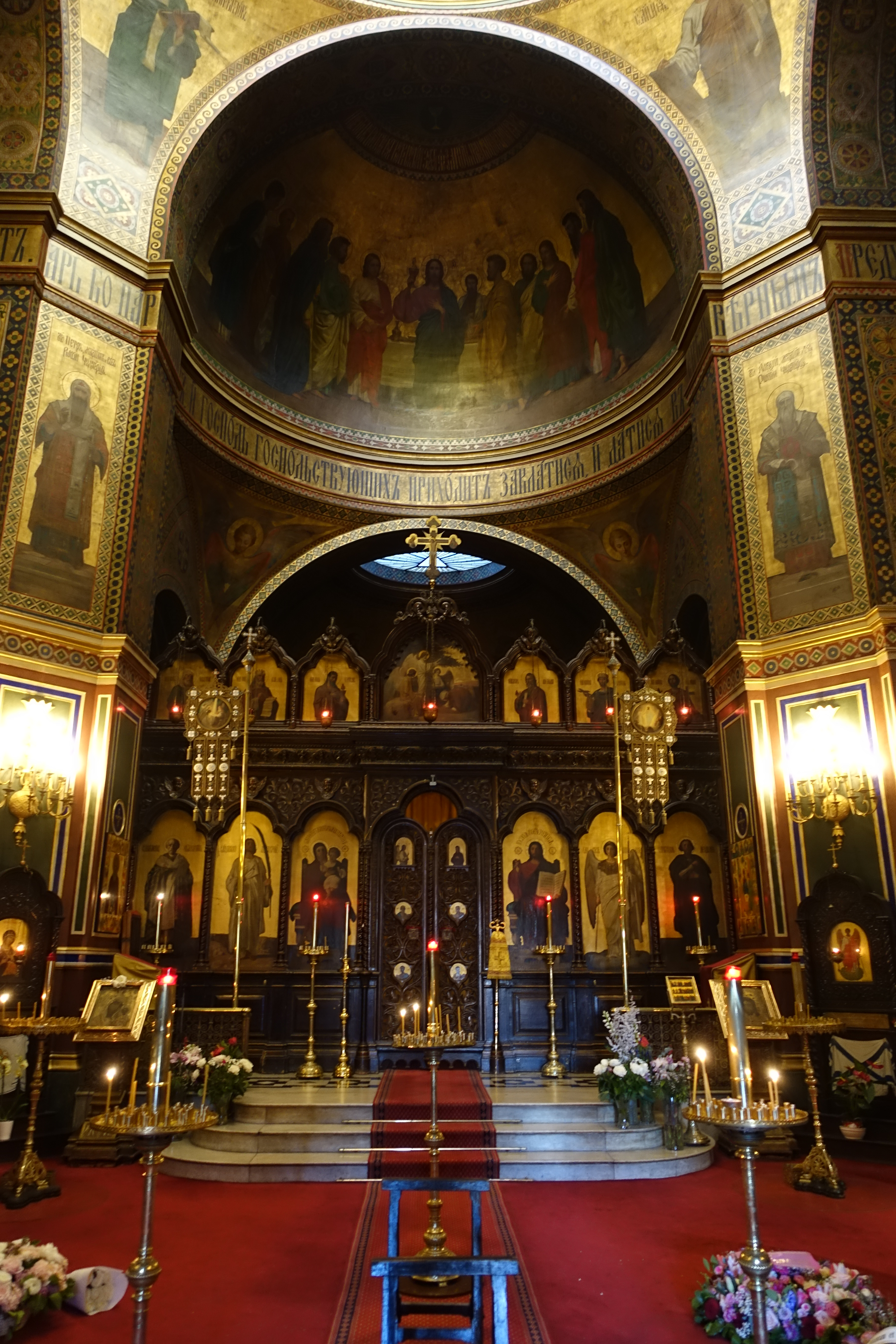
Katedralens interiör mot ikonostasen.
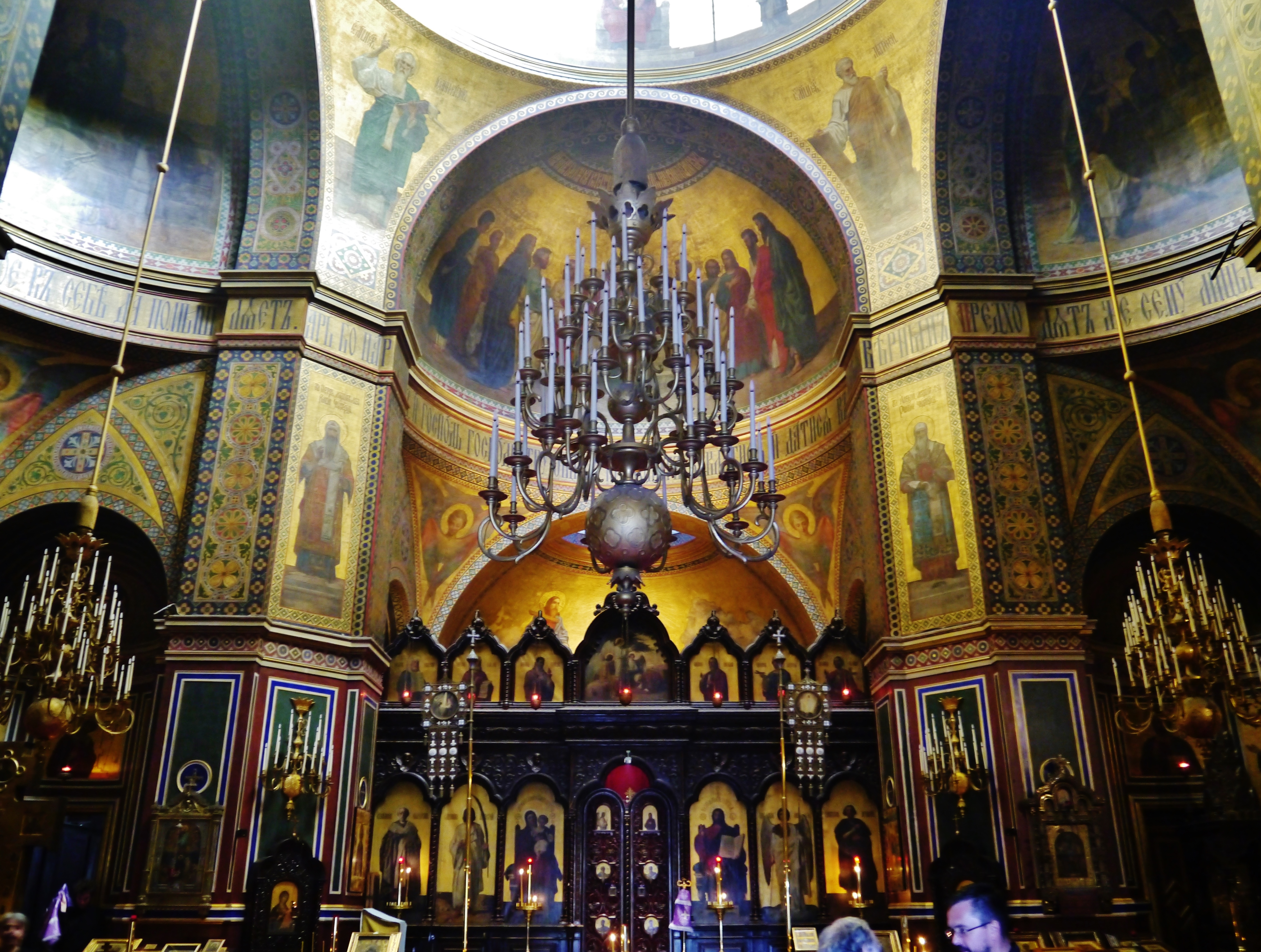
Interiör.
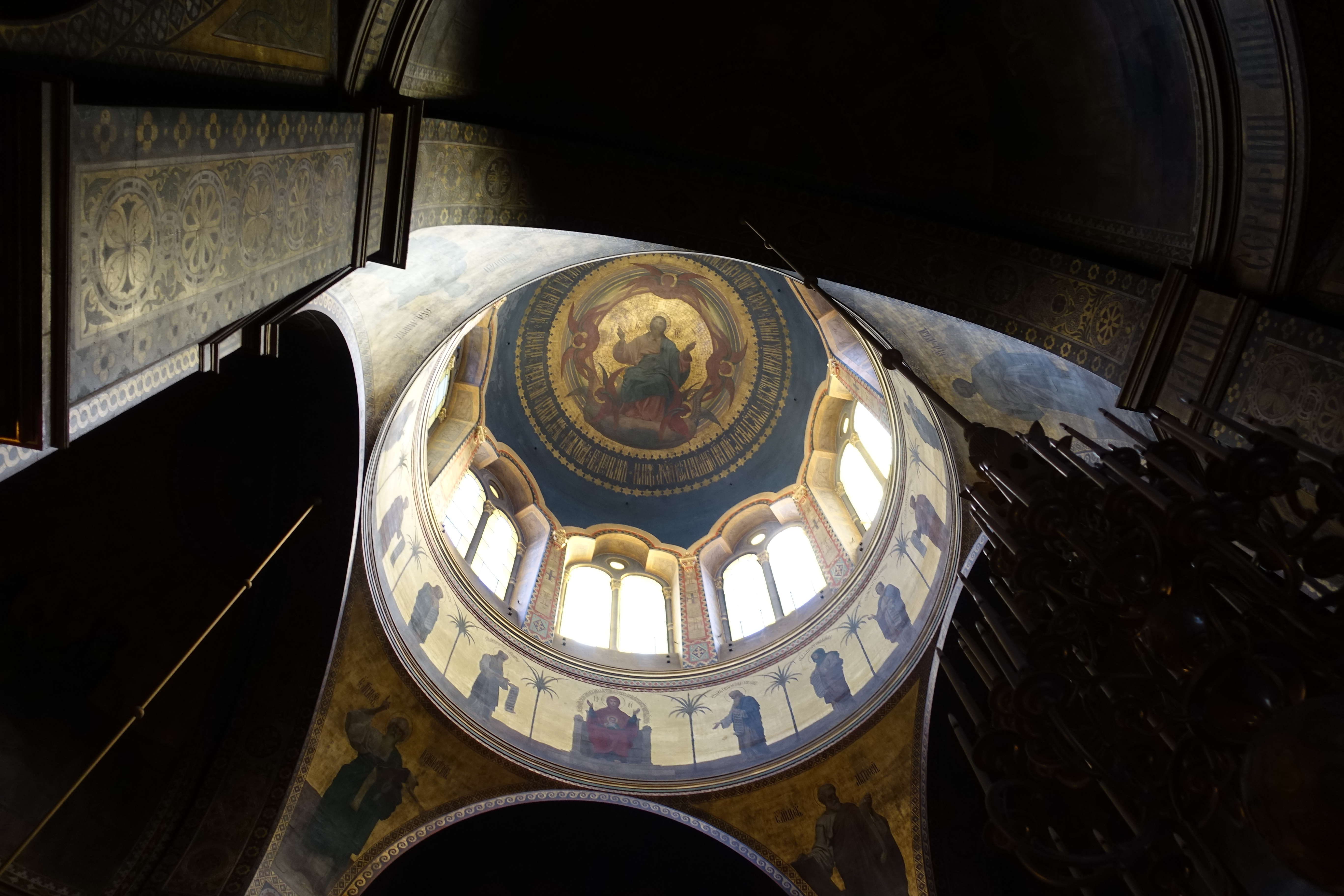
Kupolen inifrån.